# Unione Sportiva Tempio 1999-2000
Questa voce raccoglie le informazioni riguardanti l'Unione Sportiva Tempio nelle competizioni ufficiali della stagione 1999-2000.

## Rosa
| N. |                   | Ruolo | Calciatore          |
| -- | ----------------- | ----- | ------------------- |
|    | Italia (bandiera) | A     | Fabio Amoruso (II)  |
|    | Italia (bandiera) | C     | Francesco Conca     |
|    | Italia (bandiera) | D     | Mario Donadoni      |
|    | Italia (bandiera) | D     | Andrea Dotti        |
|    | Italia (bandiera) | C     | Francesco Felici    |
|    | Italia (bandiera) | C     | Andrea Ferrari      |
|    | Italia (bandiera) | C     | Francesco Frau      |
|    | Italia (bandiera) | A     | Andrea Galimberti   |
|    | Italia (bandiera) | A     | Simone Marini       |
|    | Italia (bandiera) | D     | Emanuele Murrighili |
|    | Italia (bandiera) | D     | Carlo Nativi        |

| N. |                   | Ruolo | Calciatore                |
| -- | ----------------- | ----- | ------------------------- |
|    | Italia (bandiera) | A     | Fabio Pacetti             |
|    | Italia (bandiera) | D     | Donatello Perilli         |
|    | Italia (bandiera) | A     | Massimo Pierotti          |
|    | Italia (bandiera) | C     | Giuseppe Antonio Pittalis |
|    | Italia (bandiera) | C     | Gabriele Sabatini         |
|    | Italia (bandiera) | P     | Francesco Saragato        |
|    | Italia (bandiera) | C     | Davide Soro               |
|    | Italia (bandiera) | A     | Fabio Sposito             |
|    | Italia (bandiera) | D     | Christian Usai            |
|    | Italia (bandiera) | P     | Nicola Visentin           |